# Maskihatti, Sindhnur
Maskihatti là một làng thuộc tehsil Sindhnur, huyện Raichur, bang Karnataka, Ấn Độ.